# Акшинское (озеро, Хабаровский край)
Акшинское (Акча) — озеро на реке Акча в северной части Ульчского района Хабаровского края России. Располагается на правом берегу нижнего течения реки Амур, в 2,5 км северо-восточнее села Воскресенского.
Площадь озера составляет 16,5 км², площадь водосборного бассейна — 979 км²
Представляет собой приустьевое озеро округлой формы, возникшее вследствие подпора реки Акча. Находится на высоте 2 м над уровнем моря. Мелководно. Зимой полностью промерзает. Дно плоское, с отчетливым подводным руслом реки Акча, которая пересекает озеро с востока на северо-запад и впадает в протоку Малый Амур.
Код водного объекта в государственном водном реестре — 20030900211118100001837.